# David Harold Bailey

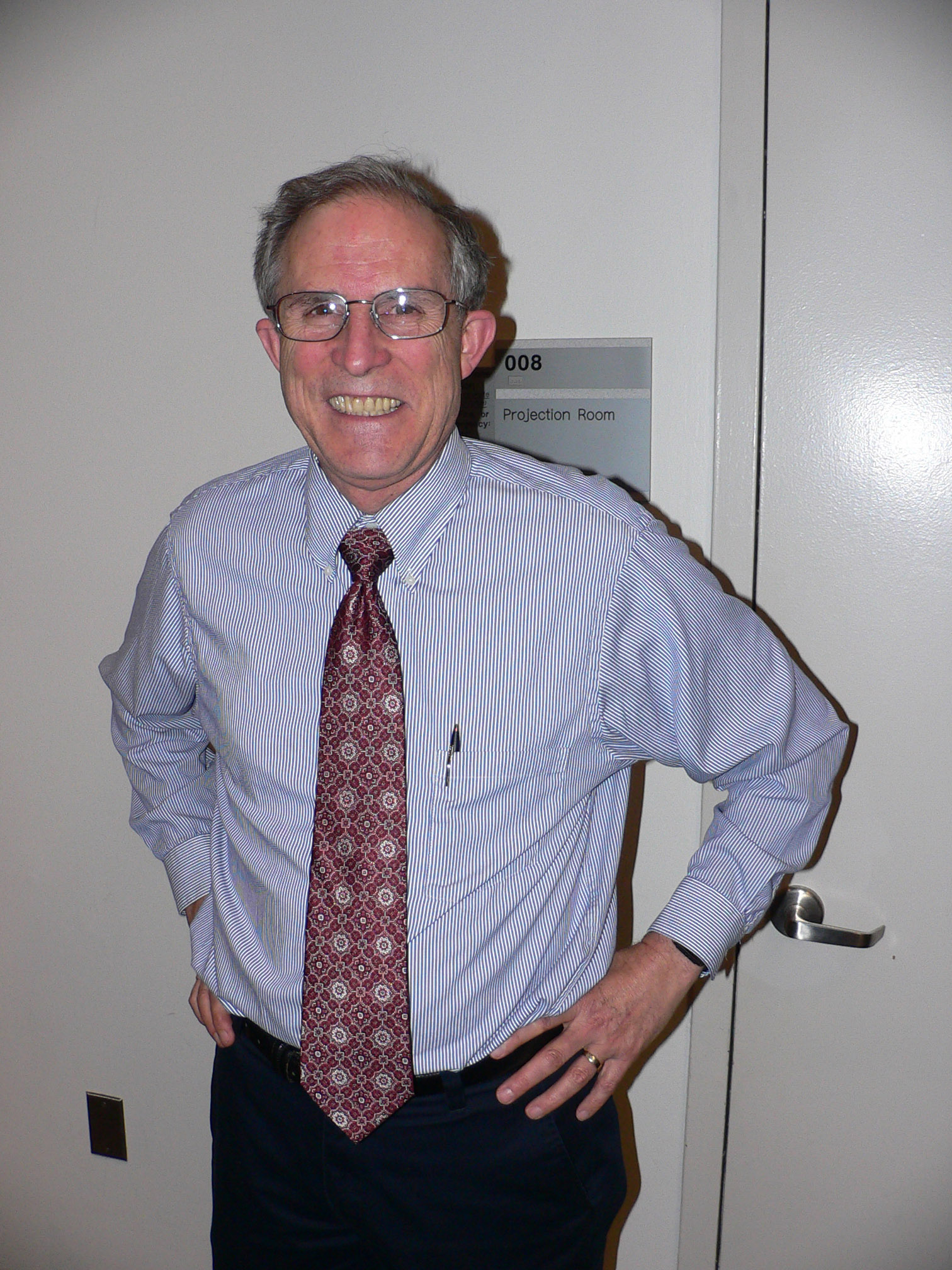
David Bailey (2010)

David Harold Bailey (* 14. August 1948) ist ein US-amerikanischer Mathematiker und Informatiker.

## Leben
Nach seinem Abschluss an der Brigham Young University (1972) promovierte er 1976 bei Donald Ornstein an der Stanford University mit der Arbeit Sequential Schemes for Classifying and Predicting Ergodic Processes.
Er arbeitete 14 Jahre lang als Informatiker beim NASA Ames Research Center. Dort entwickelte er einen Übersetzer und eine Programmbibliothek, die es erlaubten, existierende FORTRAN-Programme mit wählbarer vielfach erhöhter numerischer Genauigkeit auszuführen. Seit 1998 ist er Chief Technologist des Computational Research Department am Lawrence Berkeley National Laboratory als Experte für Großrechner und Supercomputing.
Zusammen mit Peter Borwein und Simon Plouffe wurde er 1996 durch die Veröffentlichung der BBP-Reihe für {\displaystyle \pi } bekannt. Diese Reihe wurde mit Hilfe des PSLQ-Algorithmus für die Auffindung einer ganzzahligen linearen Abhängigkeit (Ganzzahlbeziehung) vorgegebener reeller Zahlen entdeckt. Der PSLQ Algorithmus wurde 1992 durch Bailey und Helaman Ferguson entwickelt.
Bailey arbeitete viele Jahre mit Jonathan Borwein (Bruder von Peter Borwein) zusammen. Sie schrieben als Co-Autoren zahlreiche Artikel und drei Büchern über experimentelle Mathematik.
Er ist Träger des Chauvenet-Preises und des Merten-Hasse-Preises der Mathematical Association of America. Im Jahr 2008 erhielt er den Gordon Bell Prize der Association for Computing Machinery. 1993 erhielt er den ersten Sidney Fernbach Award.

## Werke
- Bailey, Robert F. Lucas, Samuel Williams (Hrsg.): Performance tuning of scientific applications. Chapman & Hall/CRC Computational Science Series, CRC Press 2010, ISBN 978-1-4398-1569-4.
- Bailey, Jonathan Borwein, Neil Calkin, Roland Girgensohn, D. Russell Luke, Victor Moll: Experimental mathematics in action. A. K. Peters 2007
- Bailey, Jonathan Borwein, Roland Girgensohn: Experimentation in mathematics: Computational paths to discovery. A. K. Peters 2004
- Bailey, Jonathan Borwein: Mathematics by experiment: Plausible reasoning in the 21. century, A. K. Peters 2004, 2008 (dazu erschien 2006 eine aktualisierte CD-Ausgabe Experiments in Mathematics)